# Florença
|  | Aquest article tracta sobre el municipi del departament francès de Gers. Vegeu-ne altres significats a «Florència». |

Florença (en francès Fleurance) és un municipi francès situat al departament del Gers i a la regió d'Occitània. Limita al nord amb Castèthnau d'Arbiu, al nord-est amb Urdens, a l'est amb Brunhens, al sud-est amb Ceran i La Lana, al sud amb Montastruc al sud-oest amb Preishac i Rejaumont, a l'oest amb Senta Regonda i al nord-oest amb Paulhac.

## Demografia
| Evolució de la població Ehess i INSEE |       |       |       |       |      |       |       |       |
| 1793                                  | 1800  | 1806  | 1821  | 1831  | 1836 | 1841  | 1846  | 1851  |
| 2 404                                 | 2 920 | 2 858 | 2 847 | 3 410 | -    | 3 409 | 3 898 | 4 309 |

| 1856  | 1861  | 1866  | 1872  | 1876  | 1881  | 1886  | 1891  | 1896  |
| ----- | ----- | ----- | ----- | ----- | ----- | ----- | ----- | ----- |
| 4 250 | 4 275 | 4 516 | 4 515 | 4 550 | 4 443 | 4 457 | 4 282 | 4 237 |

| 1901  | 1906  | 1911  | 1921  | 1926  | 1931  | 1936  | 1946  | 1954  |
| ----- | ----- | ----- | ----- | ----- | ----- | ----- | ----- | ----- |
| 4 102 | 4 085 | 4 050 | 3 470 | 3 583 | 3 467 | 3 491 | 3 744 | 3 816 |

| 1962  | 1968  | 1975  | 1982  | 1990  | 1999  | 2006 | 2011 | 2016 |
| ----- | ----- | ----- | ----- | ----- | ----- | ---- | ---- | ---- |
| 4 279 | 5 174 | 5 816 | 6 088 | 6 368 | 6 273 | -    | -    | -    |

| 2019 | - | - | - | - | - | - | - | - |
| ---- | - | - | - | - | - | - | - | - |
| -    | - | - | - | - | - | - | - | - |

## Administració
| Període | Identitat    | Partit |
| ------- | ------------ | ------ |
| 2001-   | Raymond Vall | PRG    |

## Personatges il·lustres
- Raymond de Lacvivier
- Khemeïa